# Horace L. Wells

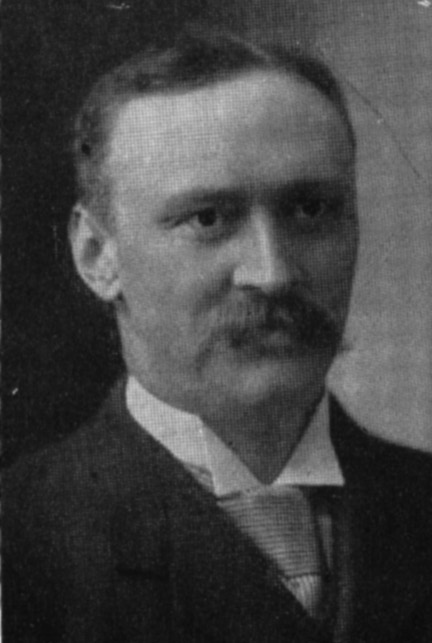
Horace L. Wells (vor 1914)

Horace Lemuel Wells (* 5. Oktober 1855 in New Britain, Connecticut; † 19. Dezember 1924 in New Haven, Connecticut) war ein US-amerikanischer Chemiker.

## Leben
Wells schloss sein Studium an der Yale University (Sheffield Scientific School) 1877 bei Oscar Dana Allen mit der Arbeit Determination of Titanic Acid in Iron Ores Containing Phosphoric Acid mit einem Bachelor ab. Anschließend arbeitete er als Forschungsassistent in Yale, für die Connecticut Agricultural Experiment Station und für Eisenbahn- und Bergbauunternehmen. Ab 1884 gehörte Wells zum Lehrkörper der Universität, 1894 erhielt er eine Professur für Analytische Chemie und für Metallurgie. 1923 wurde er emeritiert.
Wells befasste sich mit Anorganischer Chemie und Mineral-Analyse, insbesondere mit den Salzen der Halogene. Er untersuchte Doppelsalze und Tripelsalze (darunter besonders die des Caesiums), Nitrate, Periodate und Thiocyanate. Er beschrieb unter zahlreichen anderen Mineralien das Sperrylith. Über 20 Jahre lang gehörte Wells zu den Herausgebern des American Journal of Science und übersetzte die Anleitung zur qualitativen chemischen Analyse von Carl Remigius Fresenius ins Englische.
Wells wurde 1903 in die National Academy of Sciences gewählt. 1906 war er der Verfasser des Nachrufs der National Academy of Sciences auf Samuel Lewis Penfield, der neben Joseph P. Iddings und William T. Sedgwick zu einer Gruppe von Wells’ Studienfreunden gehörte. 1907 erhielt Wells ein Ehrendoktorat der University of Pennsylvania.
Zu Wells’ Schülern gehörten Bertram Boltwood, Harry Ward Foote und Henry Wheeler. Wells war seit 1896 mit Sarah Lord Griffin verheiratet, mit der er zwei Töchter hatte.

## Schriften
- Studies from the Chemical Laboratory of the Sheffield Scientific School (1901)
- Chemical Calculation (1903)
- Textbook of Chemical Arithmetic (1905)